# Кисилинська сільська рада
Кисилинська сільська рада — орган місцевого самоврядування у Локачинському районі Волинської області з адміністративним центром у с. Кисилин.

## Населені пункти
Сільській раді підпорядковані населені пункти:
- с. Кисилин
- с. Твердині

## Населення
Згідно з переписом УРСР 1989 року чисельність наявного населення сільської ради становила 997 осіб, з яких 472 чоловіки та 525 жінок.
За переписом населення України 2001 року в сільській раді мешкало 512 осіб.

### Мова
Розподіл населення за рідною мовою за даними перепису 2001 року:
| Мова       | Відсоток |
| ---------- | -------- |
| українська | 99,81 %  |
| російська  | 0,19 %   |

## Склад ради
Рада складається з 14 депутатів та голови.

## Керівний склад сільської ради
| ПІБ                     | Основні відомості                                                             | Дата обрання | Дата звільнення |
| ----------------------- | ----------------------------------------------------------------------------- | ------------ | --------------- |
| Соколюк Адам Андрійович | Сільський голова, 1952 року народження, освіта, безпартійний                  | 26.03.2006   | 31.10.2010      |
| Соколюк Адам Андрійович | Сільський голова, 1952 року народження, освіта незакінчена вища, безпартійний | 31.10.2010   | 22.04.2014      |

Примітка: таблиця складена за даними джерела